# 甲斐青柳駅
甲斐青柳駅（かいあおやぎえき）は、山梨県南巨摩郡増穂町（現・富士川町）青柳町にあった山梨交通電車線の駅である。

## 概要
長沢集落をそのまま南へ下り、富士川町の町役場へ通じる道を越えた先にあった。相対式2面2線構造で、終着駅らしくかなり大きな駅舎を備えていた。ただし通常使用していたのは駅舎側のホームのみで、反対側のホームは荒れ果てていた。
開業当時の駅名は追分駅と称した。ただし実際の「追分」は当駅の位置から北東へかなり離れており、鰍沢への特許が失効する直前の1933年（昭和8年）に地名を反映して青柳駅に改称された。この時点では国名はついていなかったが、1950年（昭和25年）に国鉄との連帯運輸開始により国名をつけた。
本来当線は甲府 - 鰍沢間の馬車鉄道の代替として敷設された面があったため、特許はこの先も鰍沢まであり、一部用地も取得されていた。その路盤が駅側のホームの車止めの先に続き、架線も張られていたが、ついにここを電車が走ることはなかった。

## 歴史
- 1930年（昭和5年）8月6日：追分駅として開業。
- 1933年（昭和8年）11月24日：青柳駅に改称。
- 1950年（昭和25年）6月1日：国鉄との連帯運輸開始に伴い、甲斐青柳駅に改称。
- 1962年（昭和37年）7月1日：路線廃止により廃駅。

## 廃線後の状況
専用軌道の跡地が富士川町の町役場へ通じる道にぶつかり、唐突に行き止まりになった先が駅跡である。
かつては駅舎が残り、山梨交通の乗合自動車の転回場が設けられていたが、現在では駅舎・転回場ともに撤去され、手前側がコンビニ、奥が町民会館となって街並みの一部と化し、駅の痕跡はまったくない。

## 隣の駅
山梨交通
電車線
長沢駅 - 甲斐青柳駅